# Телевизор
Телевизор (телевизионен апарат, телевизионен приемник) е електронно устройство за приемане и показване на изображение и звук, което обединява тунер, екран и високоговорители, за да се гледа телевизия.
Телевизорът е изобретен в края на 1920-те години. Първите телевизори са с механична развивка. По-късно се появяват черно-белите телевизори. Телевизорите стават популярни сред масовите потребители след Втората световна война, като източник на изображението е електроннолъчева тръба (катодна тръба, кинескоп). Първите показват черно-бяло изображение, но след 1953 г. са добавени цветове и през 1960-те години телевизионните антени стават характерна черта на домовете. Стандартът за телевизионен формат е 4:3, ~300 реда. Резолюцията се е измервала само по вертикала/редове.
През 1970-те въз основа на популярността на телевизионните приемници започва развитието на системите за домашен запис и възпроизвеждане на видео, отначало на магнитна лента (Betamax, VHS) и по-късно на DVD. Телевизорите играят роля на монитор и за първите домашни конзоли за видеоигри (напр. Atari, Nintendo, Sega) през 1980-те. Към 2010-те телевизорите с кинескопи са почти изместени от телевизори с плоскопанелен дисплей, основан на течни кристали (LCD) или светодиоди (LED).

Съвременните плоскопанелни телевизори имат възможност за разделителни способности от целия диапазон (720p, 1080i, 1080p, 4K) и са снабдени с входове USB и HDMI, така че могат да възпроизвеждат видео и от допълнителни източници.

## История
- 1900 – Руският учен Константин Перски измисля думата телевизия на Световното изложение в Париж, за да опише предаването на снимки по електрически проводник.
- 1925 – Силуетът на движещ се макет на вятърна мелница се предава по електрически проводник.
- 1936 – В Лондон се излъчват първите телевизионни новини на живо от двореца „Александра палас“.
- Летни олимпийски игри 1936 Берлин, Германия от 1 до 16 август, 1936 г. е първата олимпиада излъчвана пряко по телевизията.
- 1939 – Компанията RCA (САЩ) въвежда телевизията като услуга. Към 1941 г. в САЩ има около 7000 телевизора.
- 1948 – Броят на телевизорите в САЩ нараства от 200 000 на 975 000. Излъчването на бейзболни срещи стимулира продажбите на телевизионни апарати в Ню Йорк.
- 1954 – NBC излъчва първото цветно предаване по стандарта NTSC в национален мащаб – парада за Турнира на розите в Пасадина, Калифорния.
- 1956 – Появява се дистанционното управление
- 1974 – Две трети от домакинствата в САЩ имат цветни телевизори.
- 1981 – MTV дебютира с клипа на група „The Buggles“ „Видеото уби радиозвездата“.
- 2007 – Телевизорите с плоски екрани превземат пазара в САЩ.
- 18 февруари 2009 Всички телевизионни канали в САЩ преминават на цифров сигнал.

## Устройство
В началото, когато устройствата са предимно аналогови и с кинескоп, всеки телевизор е съдържал захранване, усилватели, блок за цветност, блок за развивка (генератор на трионообразно напрежение), кинескоп (електронно-лъчева тръба) и тунер за избор на каналите. Именно наличието на тунер отличава телевизора от монитора (при монитора се получава вече обработен сигнал). Сигналът се получава от външна или стайна антена (ефирна и сателитна телевизия) или по кабел (кабелна телевизия).
Един съвременен телевизор съдържа освен това и допълнителни входове за устройства като компютър, DVD плейър, игрална конзола за видео-игра, изход за слушалки. Най-известните типове изходи са RCA, mini-DIN (за свързване на по-старите компютри), SCART, по-новият вариант за свързване на компютри HDMI, USB и bluetooth. Някои телевизори имат и Ethernet портове за връзка с Интернет. От началото на 80-те години повечето телевизори имат и инфрачервен сензор, който позволява да бъдат управлявани от разстояние чрез дистанционно управление.

## Видове телевизори
Според вида на дисплея си телевизорите се делят на апарати с кинескоп, прожекционни (подобни на видео-проектор) и плоскоекранни (плазмени или течнокристални (LCD)

### Плазмени и течнокристални
Основният въпрос, който стои при избор на плоскопанелен телевизор, е свързан с определянето на предпочитана технология – плазмена или течнокристална (LCD). Само преди няколко години този въпрос беше решен еднозначно: всички по-големи панели се произвеждаха само по плазмена технология, а LCD технологията беше изгодна само за неголеми панели за компютърни монитори. Напоследък размерите на произвежданите LCD телевизори нараснаха значително и според прогнозите в близките години ще стане възможно да бъдат произвеждани с размерите, с които сега се произвеждат най-големите плазмени панели.
Все пак разлики съществуват и за избор на най-подходящото за всеки конкретен случай решение, трябва да се имат предвид следните препоръки:
- Размери – до този момент плазмените телевизори се произвеждат с по-големи диагонали, отколкото LCD моделите. Плазмени телевизори с диагонал 60 инча се произвеждат серийно, докато при LCD технологията продукти с такъв диагонал все още съществуват само като опитни образци.

- Енергопотребление – плазмените панели консумират 2 – 3 пъти повече енергия от аналогичен по размер LCD телевизор. Причината се крие в това, че при плазмените екрани всеки пиксел е захранван самостоятелно, а общото потребление зависи от яркостта на пикселите. При LCD телевизорите изображението се осветява от луминесцентни или светодиодни (LED) лампи, които са по-икономични.

- Шум – някои плазмени дисплеи все още използват охлаждащи вентилатори, тъй като всеки пиксел от изображението интензивно отделя топлина, докато LCD панелите се считат за „студени“ и не се нуждаят от допълнително охлаждане.

- Разделителна способност („резолюция“) на екрана – LCD технологията позволява създаването на пиксели с по-малки размери в сравнение с плазмената. Това означава, че при еднакъв размер на екрана разделителната способност на LCD панела е по-голяма.

- Контраст – този показател е много по-голям при плазмените панели в сравнение с течнокристалните. Докато средната стойност при LCD екраните е 500:1, то при плазмените е 2000:1 или повече. LCD телевизорите обаче постоянно се усъвършенстват и техният контраст все повече се доближава до този на плазмените дисплеи.

- Зрителен ъгъл – качеството на изображението при плазмените панели практически не зависи от ъгъла на гледане, но при LCD панелите при някои ъгли на наблюдение изображението става невидимо.

- Черен цвят – при LCD екраните черният цвят не е толкова дълбок както при плазмените. Това е свързано с технологичните особености на LCD технологията: лампите, които осветяват отдолу течнокристалния екран, са включени дори при изобразяването на абсолютно черен цвят.

- Живот – с времето яркостта намалява както при плазмените, така и при течнокристалните панели. При LCD дисплеите обаче това става линейно според времето на работа на осветяващите лампи, а при плазмените – най-забележимото понижение на яркостта се наблюдава през първите няколко хиляди часа работа, след което яркостта се стабилизира и почти не се изменя с течение на времето.

- Време за реакция – плазмените панели са с много по-малко време за реакция от течнокристалните.

## Видове стандарти за предаване на телевизионно изображение
Основните стандарти на цветните телевизори са SECAM, PAL, NTSC. Системата SECAM е приета в страните на бившия СССР и Франция. Системата PAL е приета в страните на Западна Европа без Франция. Системата NTSC е възприета като стандарт на американския континент и в Япония.